# Ваньянь Агуда
Ваньянь Агуда (кит. трад. 完顏阿骨打, упр. 完颜阿骨打, пиньинь Wányán Āgǔdǎ), китайское имя Ваньянь Минь (кит. трад. 完顏旻, пиньинь Wányán Mín), храмовое имя Цзинь Тай-цзу (1068—1123) — основатель империи Цзинь, при которой племена чжурчжэней достигли пика в своём развитии, став обладателями северо-восточной половины Китая.

## Биография
В 1113 году власть переходит в руки Агуды. Согласно летописи «Цзинь ши», Агуда шёл в бой без шлема, хорошо владел оружием. Указывается, что он стрелял из обычного лука на расстояние в 320 шагов.
Кроме этого, Агуда хорошо знал киданьский язык, что сильно ему помогло в последующей войне с киданями. Усиление племенного союза Ваньян стало тревожить южного соседа — Корё. Корёсцы не раз начинали военные действия, причём доходили до таких крайних мер, как мобилизация 170-тысячного войска, избиение чжурчжэньских послов и вождей на переговорах. Агуда смог мобилизовать чжурчжэньские отряды на борьбу со столь сильным противником и сыграл важную роль в победе чжурчжэней над южным соседом.
Война с Корё привела к тому, что Ваньян смогло объединить многие племена чжурчжэней. Но при этом Агуда старался племена не покорять, а заключать с ними союзы, чтобы не вызывать лишних конфликтов. Только те племена, которые отказывались от союзных отношений, подвергались нападениям отрядов Агуды. Вмешательство ляосцев в чжурчжэньские дела привело к тому, что Агуда стал замышлять войну против киданьского государства.
На празднике Первой Рыбы Агуда отказался танцевать перед киданьским императором и бросил ему вызов.
Первые бои закончились победами армии Агуды. Ключевой момент войны наступил, когда империя Ляо мобилизовала большие силы и их возглавил сам император. Многие чжурчжэньские вожди испугались многочисленного киданьского войска и не хотели воевать. Агуда не мог заставить их выступить против Ляо. Многие вожди требовали мира с киданями. Тогда он пошёл на хитрость. Воспользовавшись тем, что большинство чжурчжэньских вождей плохо знало китайскую письменность, Агуда написал письмо киданьскому императору с прошением о пощаде, но использовал такие выражения, которые были оскорбительными для императорского величия. Разгневанный этим киданьский правитель издал манифест, в котором потребовал от своих воинов полного уничтожения чжурчжэней. Агуда показал этот манифест чжурчжэньским вождям и сказал им, что он хотел мира, но ляоский император против этого. Манифест киданьского императора привёл к тому, что все чжурчжэни отбросили сомнения и решили воевать до конца. Этим тут же воспользовался Агуда, который взял клятву со чжурчжэньских вождей воевать с империей Ляо до полного её уничтожения.

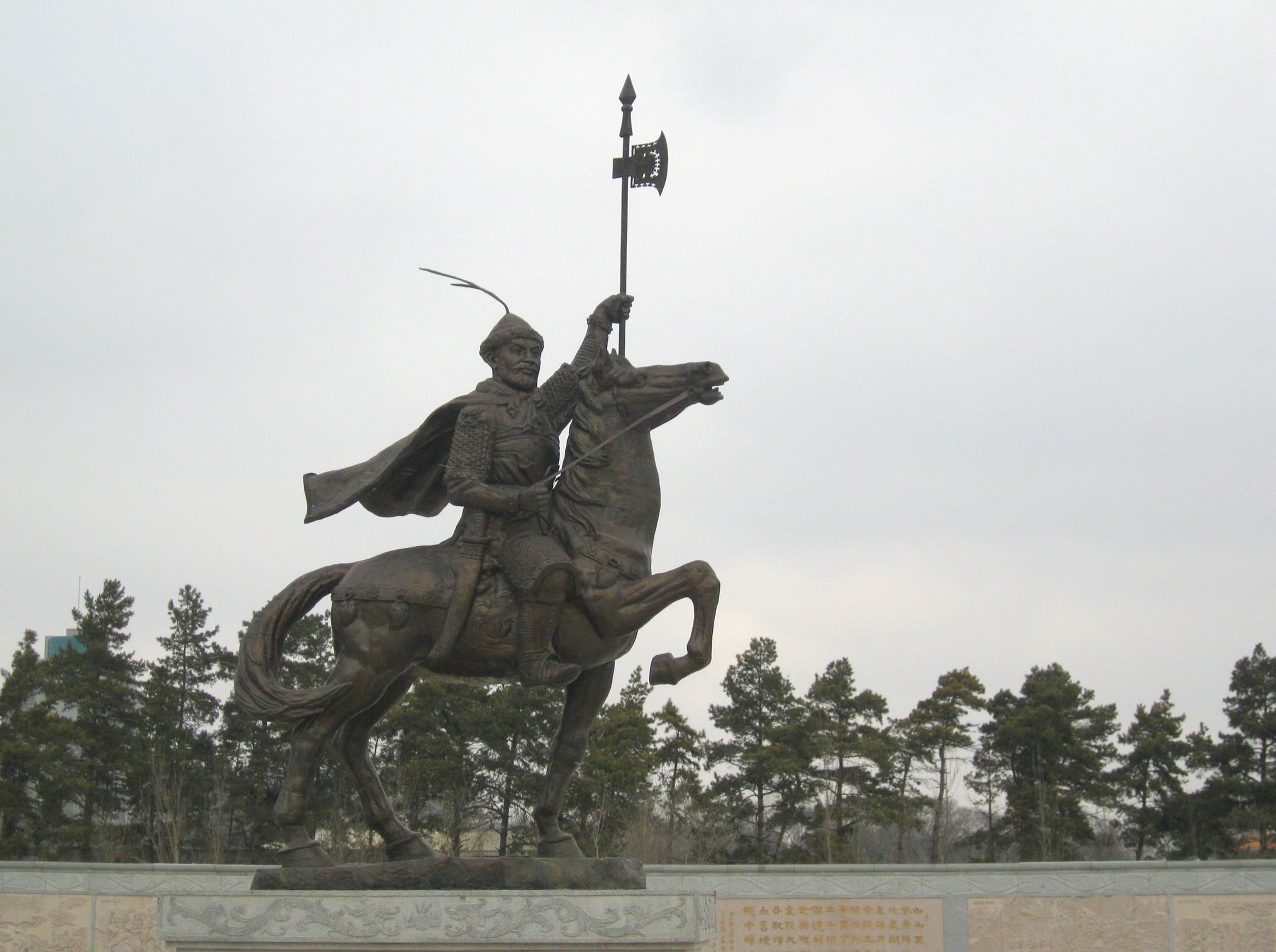
Памятник Ваньянь Агуде в Ачэне

Мобильная чжурчжэньская конница взяла верх над огромным, но слабо подготовленным киданьским войском. Главной ошибкой ляоского императора стало его разрешение вооружаться войскам по своему усмотрению. Это привело к тому, что большинство солдат в его армии были легковооружёнными, не имели крепких доспехов, арбалетов и дальнобойных луков. К тому же было мало кавалерии. Поэтому чжурчжэни расстреливали противника на расстоянии, навязывали ближний бой тогда, когда сами хотели. Это привело к разгрому ляосского войска.
В 1115 году Агуда принял титул императора (под именем Минь) и дал своей династии название золотой (Цзинь). Его победы следуют одна за другой, и вскоре вся Маньчжурия признает своим властителем, затем ему подчиняется киданьская земля — большая часть Монголии и часть Китая.
Чжурчжэни были малознакомы с управлением населением на обширных территориях и в больших городах. Поэтому Агуда активно привлекал к себе бохайцев. Последние стали административным фундаментом империи.
Агуда умер в 1123 году и был погребён рядом с Верхней столицей. В 1135 году его останки были перезахоронены на горе Хукайшань в истоках реки Ашихэ. В 1153—1154 гг. произошло второе перезахоронение тела Агуды на отрогах гор Дафаншань в пригороде современного Пекина. Таким образом, он оставил после себя сильное государство, незаконченную войну с киданями и вопрос отношений с новым соседом — империей Сун.

## Семья и дети
У Агуды было несколько жён и наложниц, и много детей. В истории оставили заметный след следующие:
- жена из рода Танга
  - 5-й сын (самый старший из выживших) Ваньянь Шэнго (完颜繩果), китайское имя Ваньянь Цзунцзюнь (完颜宗峻), отец 3-го императора династии Цзинь
  - 7-й сын Ваньянь Уле (完颜烏烈), китайское имя Ваньянь Цзунчао (完顏宗朝)
  - Ваньянь Мэйлилян (完颜没里野), китайское имя Ваньянь Цзунцзе (完顏宗傑)
- жена из рода Пэймань
  - старший сын Ваньянь Вобэнь (完颜斡本), китайское имя Ваньянь Цзунгань (完顏宗幹), отец 4-го императора династии Цзинь
- жена из рода Гэшиле
  - 2-й сын Ваньянь Волибу (完颜斡離不), китайское имя Ваньянь Цзунван (完顏宗望)
  - 6-й сын Ваньянь Элугуань (完颜訛魯觀), китайское имя Ваньянь Цзунцзюнь (完顏宗雋)
- жена из рода Пусань
  - старший сын Ваньянь Элидо (完颜讹里朵), китайское имя Ваньянь Цзунъяо (完顏宗堯), отец 5-го императора династии Цзинь
- наложница Уцзилунь
  - 4-й сын Ваньянь Учжу (完顏兀术), китайское имя Ваньянь Цзунби (完顏宗弼)
  - 8-й сын Ваньянь Алу (完顏阿魯), китайское имя Ваньянь Цзунцзян (完顏宗強)
  - 9-й сын Ваньянь Алубу (完顏阿魯補), китайское имя Ваньянь Цзунминь (完顏宗敏)